# Площадь Ленина (Санкт-Петербург)
Площадь Ленина (c 1910-х до 1924 года площадь Финляндского вокзала) — площадь в Калининском районе Санкт-Петербурга, проходящая вдоль зданий Финляндского вокзала. Площадь состоит из двух частей, разделяемых улицей Комсомола; южный участок доходит до Арсенальной набережной.

## Название
С 1910-х годов эта площадь носила название площадь Финляндского вокзала. Основные здания вокзала тогда выходили в сторону Финского переулка и площадью называлось пространство перед ними. 25 апреля 1924 года площадь была переименована в Площадь товарища Ленина в память о приезде В. И. Ленина 3 (16) апреля 1917 года из эмиграции и его выступлении перед рабочими Петрограда. В конце 1920-х годов площадь получила своё нынешнее название — Площадь Ленина.

## История
Здание Финляндского вокзала было построено в 1870 году по проекту архитектора П. С. Купинского. Главным был западный фасад, выходящий на Финский переулок, и именно там первоначально образовалась небольшая площадь.
До 1917 года рельсы вокзала доходили до реки, соединяя грузовую ветку с пристанью.
7 ноября 1926 года на площади был установлен памятник В. И. Ленину (скульптор С. А. Евсеев, архитекторы В. А. Щуко, В. Г. Гельфрейх).
Участок от Арсенальной набережной до улицы Комсомола до революции занимали служебные постройки. В 1920-е годы это место получило название аллея Ленина. В 1940 году участок вошёл в площадь Ленина.
В 1944 году первую заметную реконструкцию площади провёл Александр Гинцберг, сменив главный фасад вокзала (развернув его к Неве) и, отодвинув его от улицы Комсомола, создав площадь и парк от улицы до реки.
В годы блокады Ленинграда самые ценные памятники, в том числе и памятник Ленину у Финляндского вокзала, были спрятаны под мешками с песком и фанерными щитами. Благодаря усилиям жителей и защитников осаждённого Ленинграда памятник благополучно пережил и блокаду, и всю войну.
В 1946 году прошёл конкурс на реконструкцию территории, который выиграл Николай Баранов. Вместе с Михаилом Русаковым он создал проект парадного вида площади, снабдив портиками на уровне 3-4 этажей старые и новые здания вокруг неё.
В 1950-е годы в связи со строительством одноимённой станции метро была начата реконструкция Финляндского вокзала. В 1960 году было открыто новое главное здание вокзала, выходящее на улицу Комсомола, памятник Ленину был отодвинут ближе к Неве, вокруг него разбит сквер и композиционный центр площади окончательно сместился на этот участок.
Броновицкая и Малинин сравнивают преобразование площади с 1925 года (конкурс на проект памятника Ленину) и до 1958 года с созданием подобия Сенатской площади, говоря о соответствии Финляндского вокзала Адмиралтейству (когда из-за «о борьбе с излишествами» и «Ленинградского дела» не получилось уподобить его Исаакиевскому собору), памятника Ленину — Медному всаднику. Отмечается, что после всех реконструкций тех лет не были решены логистические проблемы; площадь не разгружает транспортные потоки, но и не является полноценным парком, «потому что вокруг Ленина нужна церемониальная пустота».
В 1970-е годы были разобраны почти все обращенные к Финскому переулку корпуса старого вокзала, кроме центрального ризалита, включённого в один из новых корпусов.
В течение 1990-х годов на площади у памятника Ленину находилась стройплощадка (шахта канализационного коллектора): неподалёку от памятника возвышался цилиндр диаметром около семи метров, поднимавшийся над городской застройкой, в связи с чем половина пространства была ограничена забором.
В 2005 году в сквере на площади около памятника Ленину была открыта архитектурная композиция «Поющие фонтаны».
В 2007 году началась реконструкция ансамбля площади.
В ночь с 31 марта на 1 апреля 2009 года памятник Ленину на площади был взорван вандалами. В результате взрыва в нём образовалась сквозная дыра диаметром не больше метра и памятник был демонтирован для последующего восстановления. Памятник восстановлен на прежнем месте с апреля 2010 года.

## Достопримечательности

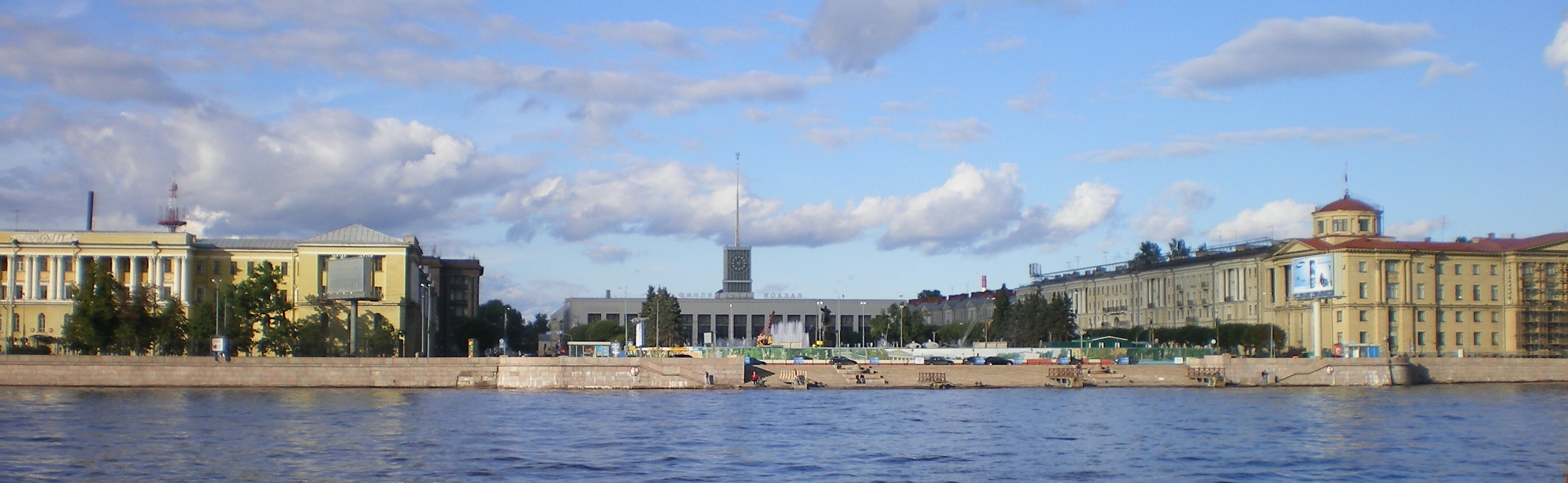
Вид с Невы, 2007 год

### Памятник В. И. Ленину
Памятник В. И. Ленину установлен в 7 ноября 1926 года на площади перед Финляндским вокзалов. Авторы его скульптор С. А. Евсеев, архитекторы В. А. Щуко и В. Г. Гельфрейх. На памятнике Ленин изображён произносящим речь на броневике вскоре после прибытия на вокзал в 1917 году из-за границы.

### Комплекс фонтанов
Комплекс фонтанов на площади был запущен в 2005 году. 20 чаш, выполненных из серого и чёрного гранита, расположились в центральной части площади. Обрамляют площадь шестнадцать малых чаш, расположенных по восемь штук с каждой стороны. В летнее время фонтаны работают с 10.00 до 00.20 часов. По будням, выходным и праздничным дням включается светомузыкальное шоу.

### Финляндский вокзал(площадь Ленина, дом 6)
Финляндский вокзал. Станция метрополитена «Площадь Ленина». Современное здание вокзала построено в 1955—1960 годах по проекту архитекторов П. А. Ашастина, Н. В. Баранова, Я. Н. Лукина и инженера-конструктора И. А. Рыбина. Высота здания около 8 метров. Главный фасад имеет 17 огромных зеркальных окон и выходит на площадь. В центре здания имеется башня с часами Mobatime Systems, высота которой составляет 16 метров, её венчает 30-метровый шпиль из нержавеющей стали, верхушку шпиля венчает звезда. В 1956 году в здании вокзала установлена дюралюминиевая мемориальная доска с текстом: «8 ноября 1905 года в Петербург, на Финляндский вокзал, нелегально прибыл из эмиграции В. И. Ленин, чтобы принять непосредственное участие в Первой русской революции. В. И. Ленин неоднократно бывал на Финляндском вокзале в 1906—1907 гг., нелегально приезжая в Петербург из Куоккала (Репино) по партийным делам». Левая часть здания, где находится вестибюль станции метро «Площадь Ленина», была полностью отстроена и открыта в 1958 году.

### Жилой дом для служащих Финляндской железной дороги (улица Комсомола, дом 35)
Жилой дом для служащих Финляндской железной дороги в стиле неоренессанс построен в 1882—1886 годах по проекту архитектора А. Р. Гешвенда. Каменное четырёхэтажное здание на подвалах, фасады монотонные без акцентов.

### Жилой дом (площадь Ленина, дом 5, улица Комсомола, дом 16)
Жилой дом в стиле сталинского неоклассицизма построен в 1952 году по проекту архитектора Я. Н. Лукина.

### Дом полярника (площадь Ленина, дом 3)
Жилой дом. Дом полярника в стиле сталинского неоклассицизма построен в 1945—1946 годах по проекту архитектора Я. Н. Лукина для видных полярных исследователей и их семей, в том числе в доме жил Герой Советского Союза полярный исследователь М. М. Сомов.

### Здание исполкомаКалининского района(площадь Ленина, дом 1,Арсенальная набережная, дом 13)
Здание исполкома Калининского района или Концертный зал у Финляндского вокзала. Здание в стиле сталинского неоклассицизма построено в 1952—1954 годах по проекту архитекторов Н. В. Баранова, Н. Г. Агеевой, Г. И. Иванова. Угловая часть здания подчеркнута невысокой башенкой с плоским куполом. В советские годы здесь размещались исполком Калининского районного Совета депутатов трудящихся.
Районный комитет партии и комсомола. Сейчас в здании находится Администрация Калининского района. В части здания, выходящей на Неву, расположен Концертный зал.

### Михайловское артиллерийское училище(площадь Ленина, дом 2, Арсенальная набережная, дом 15,улица Академика Лебедева, дом 1-3)
Михайловское артиллерийское училище или Военная артиллерийская академия имени М. И. Калинина или Михайловский военный артиллерийский университет или Михайловская военная артиллерийская академия. Здание училища перестроено и расширено в 1826—1827 годах по проекту архитектора А. Е. Штауберта. В 1948—1952 годах здание было реконструировано и перестроено по проекту архитектора М. Е. Русакова.

### Выборгский универмаг (площадь Ленина, дом 4, улица Комсомола, дом 41)
Выборгский универмаг или НИИ — ЛНПО «Авангард» или Бизнес-центр «Финляндский». Здание в стиле сталинского неоклассицизма построено в 1935—1940 годах по проекту архитекторов Я. О. Рубанчика, А. Д. Балкова, Н. И. Иоффе для размещения универмага, который так здесь и не был размещён (так как строительство было прервано войной). С 1948 года в здании размещались различные Научно-исследовательские институты. Сейчас здесь размещается Бизнес-центр «Финляндский», на первом этаже — отделение Россельхозбанка.

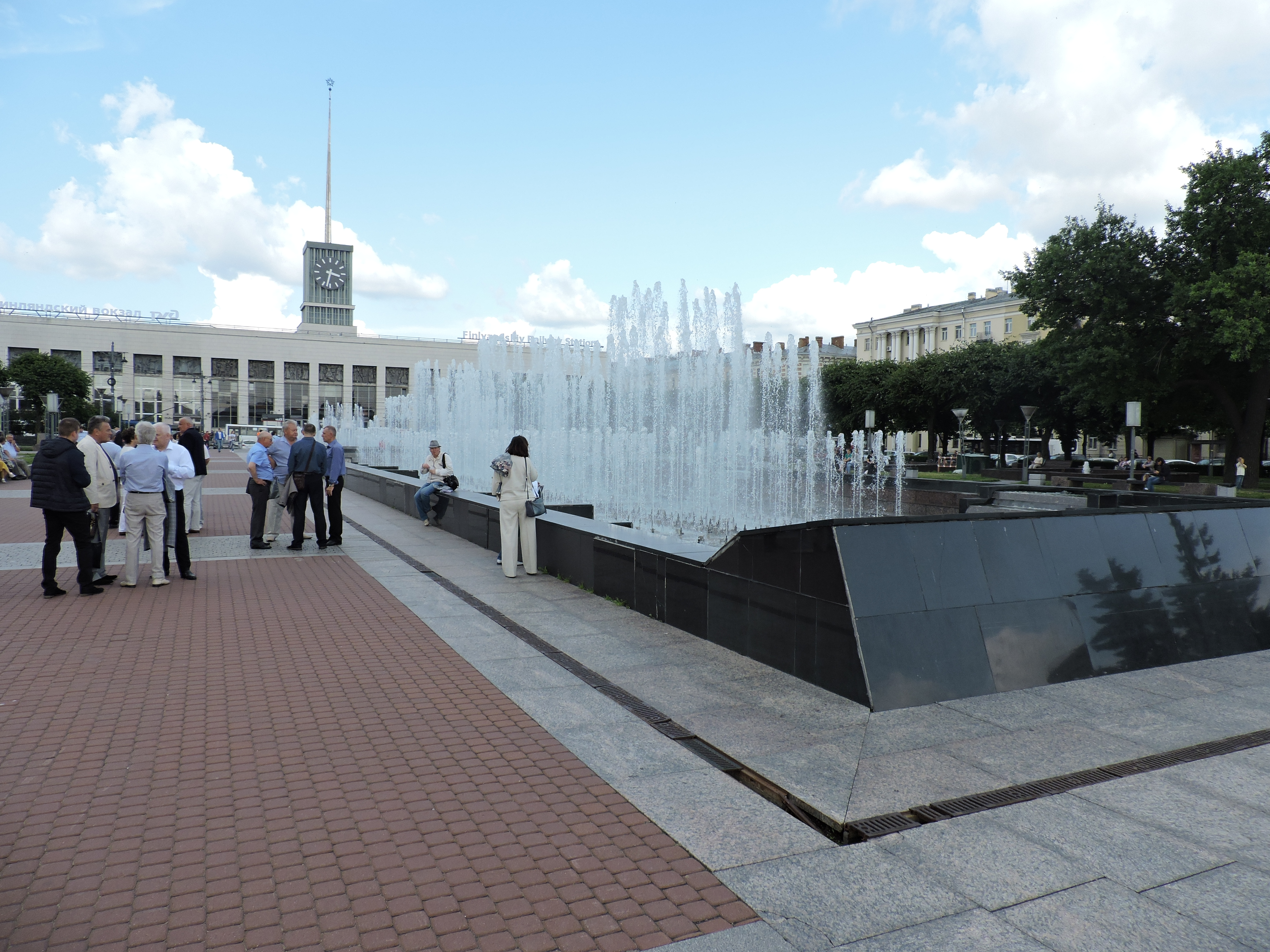
Фонтан на фоне Финляндского вокзала
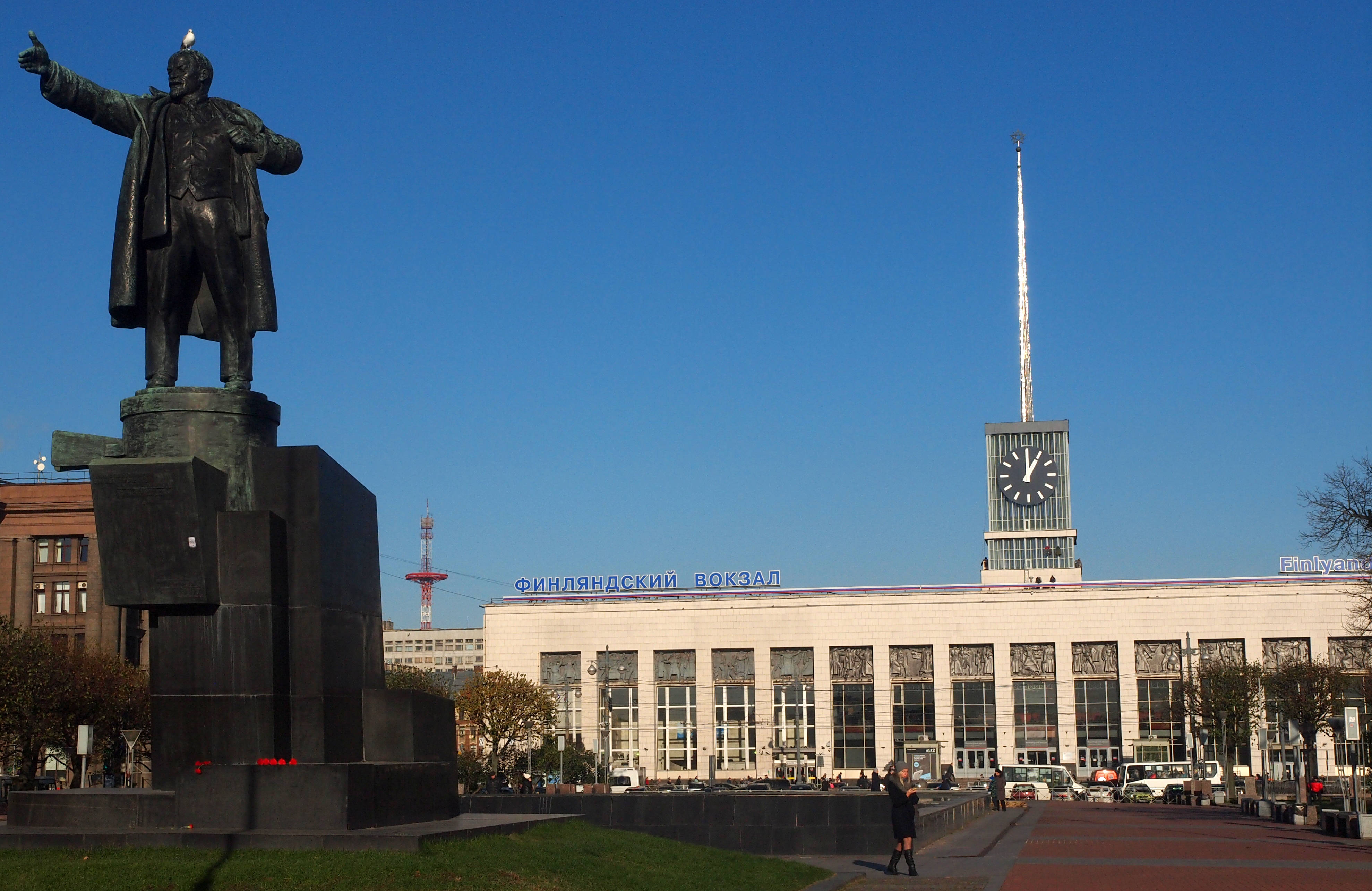
Памятник Ленину на фоне Финляндского вокзала
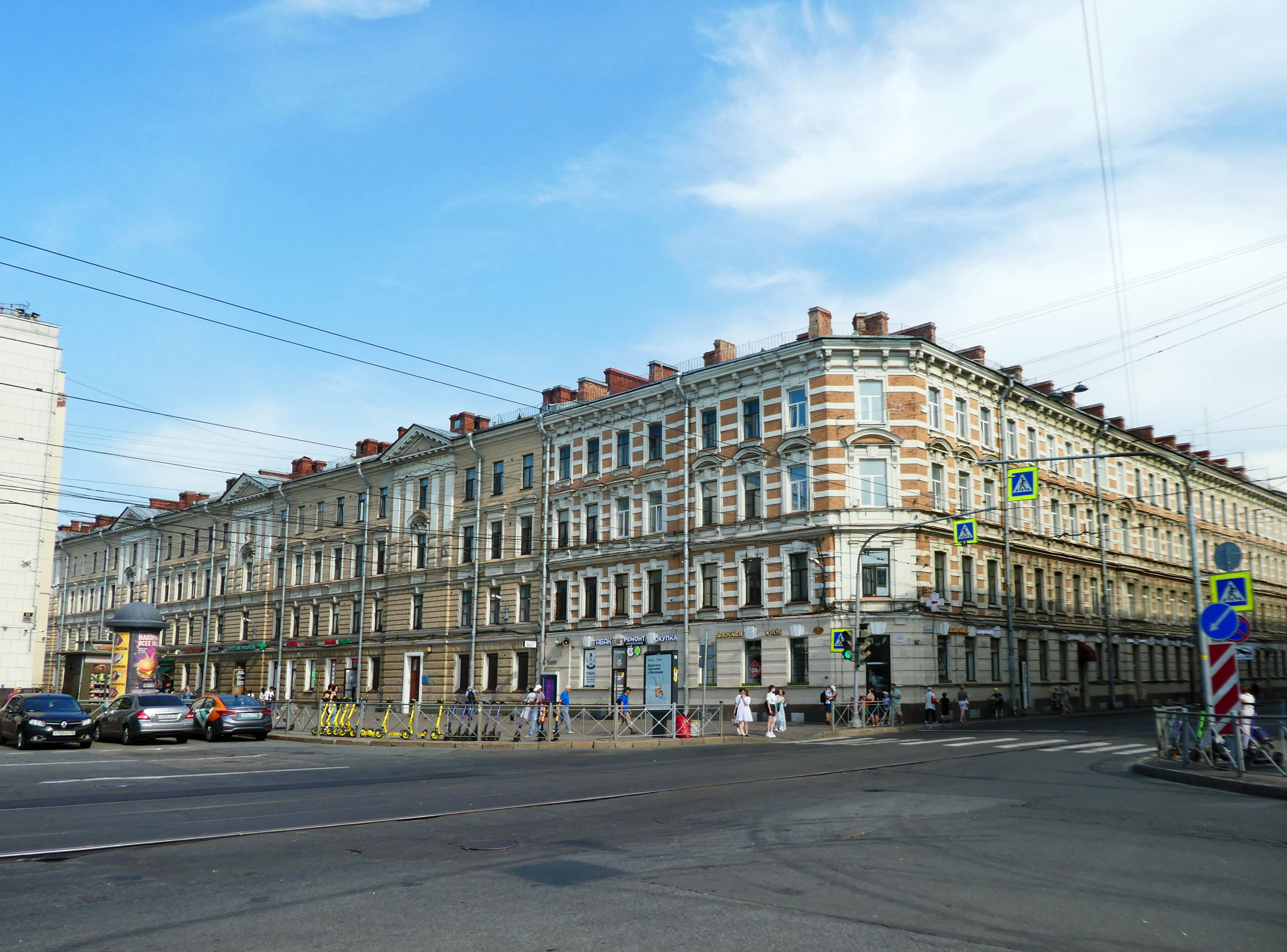
Жилой дом для служащих Финляндской железной дороги
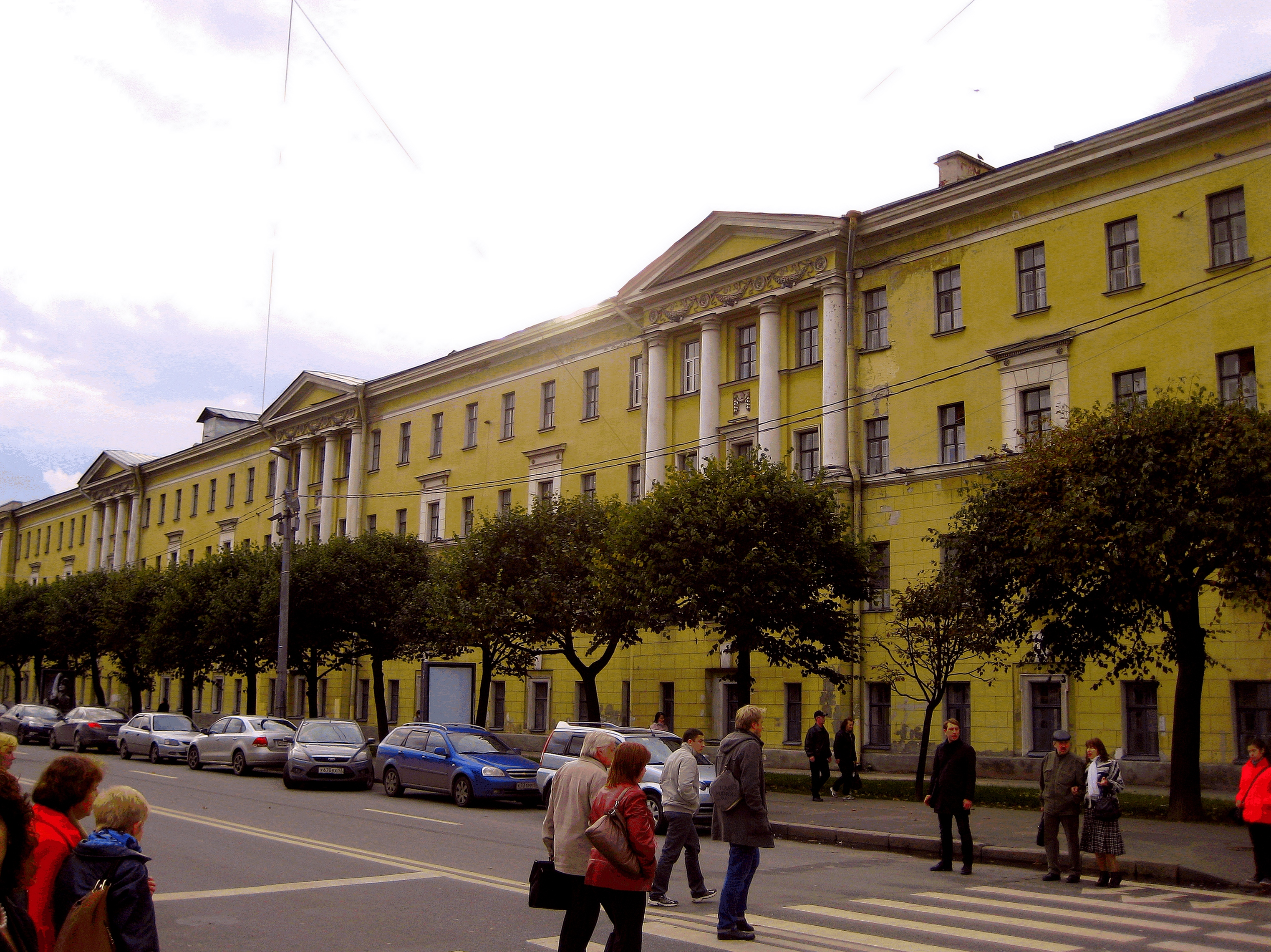
Михайловское артиллерийское училище
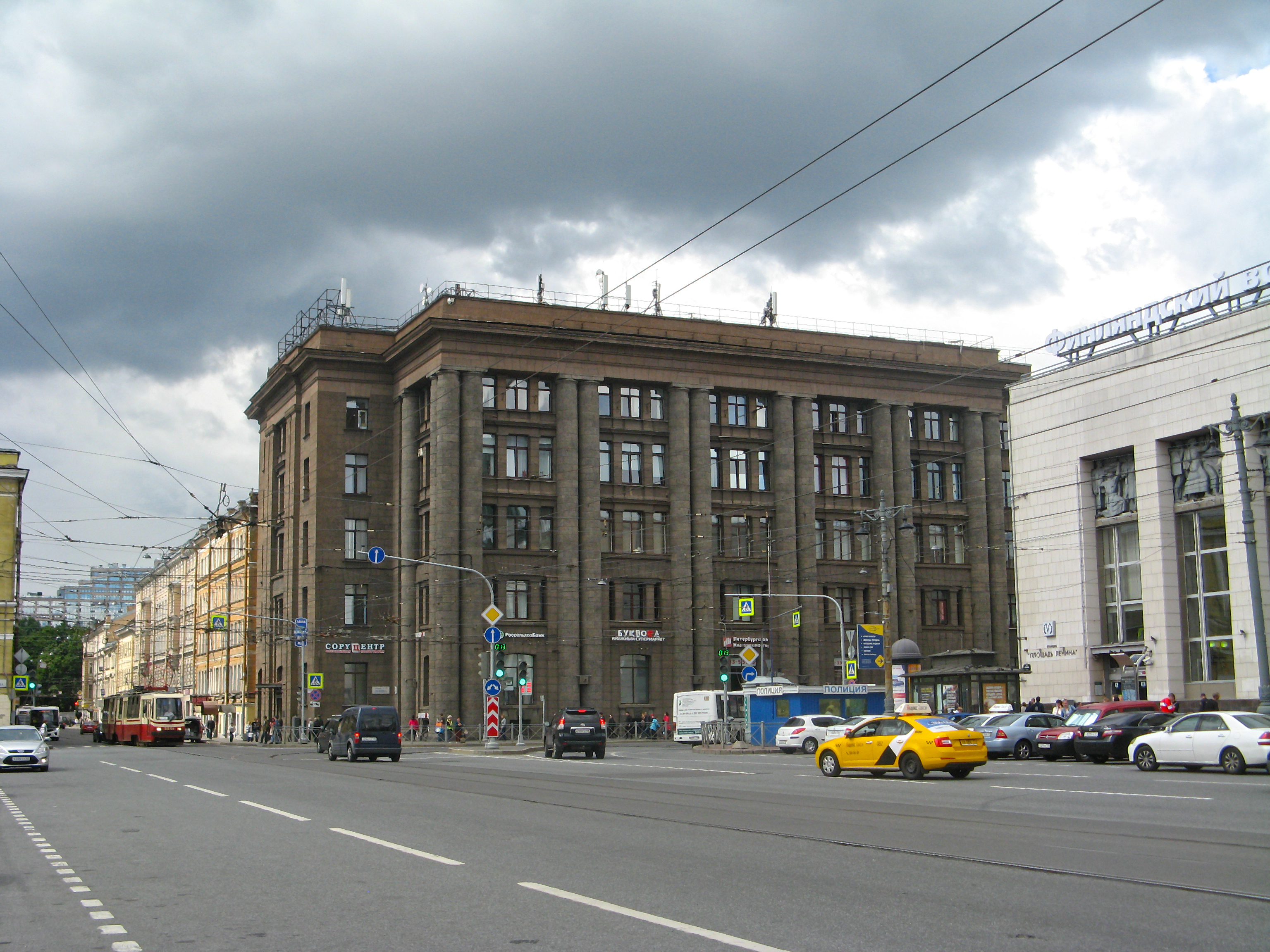
Выборгский универмаг

## Транспорт
На площади есть станция метро:  «Площадь Ленина».
На площади есть остановка общественного транспорта «Финляндский вокзал»: автобус: 37, 106, 107, 133, 176, 234.